# Championnat du Gabon de football 1979
Navigation
Saison précédente Saison suivante
La saison 1979 du Championnat du Gabon de football est la troisième édition du championnat de première division gabonaise, le Championnat National. La compétition est en fait une phase finale qui réunit les huit clubs issus des championnats provinciaux. L’ensemble des rencontres ont lieu dans la capitale, Libreville.
C'est le club des Anges ABC qui remporte le titre, après avoir battu l’USM Libreville lors de la finale nationale. C'est le tout premier titre de champion du Gabon de l'histoire du club.

## Les clubs participants
| - FC 105 Libreville - Petrosport FC - AS Sogara - Anges ABC - Télésport Bakoumba - FC Doumayekou - USM Libreville - CSB Libreville |

## Compétition

### Première phase

#### Groupe A
| Rang | Équipe         | Pts | J | G | N | P | Bp | Bc | Diff |  | Résultats (▼ dom., ► ext.) | Ang | CSB | Pet | Dou |
| ---- | -------------- | --- | - | - | - | - | -- | -- | ---- |  | -------------------------- | --- | --- | --- | --- |
| 1    | Anges ABC      | 5   | 3 | 2 | 1 | 0 | 10 | 2  | +8   |  | Anges ABC                  |     | 2-2 | 2-0 | 6-0 |
| 2    | CSB Libreville | 4   | 3 | 1 | 2 | 0 | 7  | 4  | +3   |  | CSB Libreville             |     |     | 2-2 | 3-0 |
| 3    | Petrosport FC  | 3   | 3 | 1 | 1 | 1 | 4  | 5  | -1   |  | Petrosport FC              |     |     |     | 2-1 |
| 4    | FC Doumayekou  | 0   | 3 | 0 | 0 | 3 | 1  | 11 | -10  |  | FC Doumayekou              |     |     |     |     |

#### Groupe B
| Rang | Équipe             | Pts | J | G | N | P | Bp | Bc | Diff |  | Résultats (▼ dom., ► ext.) | USM | 105 | Sog | Tél |
| ---- | ------------------ | --- | - | - | - | - | -- | -- | ---- |  | -------------------------- | --- | --- | --- | --- |
| 1    | USM Libreville     | 6   | 3 | 3 | 0 | 0 | 13 | 2  | +11  |  | USM Libreville             |     | 2-1 | 5-1 | 6-1 |
| 2    | FC 105 Libreville  | 4   | 3 | 2 | 0 | 1 | 8  | 3  | +5   |  | FC 105 Libreville          |     |     | 6-1 | 1-0 |
| 3    | AS Sogara          | 2   | 3 | 1 | 0 | 2 | 7  | 13 | -6   |  | AS Sogara                  |     |     |     | 5-2 |
| 4    | Télésport Bakoumba | 0   | 3 | 0 | 0 | 3 | 2  | 12 | -10  |  | Télésport Bakoumba         |     |     |     |     |

### Phase finale
|  | Demi-finales      | Demi-finales   |           |   | Finale | Finale |
|  | Demi-finales      | Demi-finales   |           |   | Finale | Finale |
|  |                   |                |           |   |        |        |
|  |                   |                |           |   |        |        |
|  |                   |                |           |   |        |        |
|  | Anges ABC         | 1              |           |   |        |        |
|  | Anges ABC         | 1              |           |   |        |        |
|  | FC 105 Libreville | 0              |           |   |        |        |
|  | FC 105 Libreville | 0              | Anges ABC | 3 |        |        |
|  |                   |                | Anges ABC | 3 |        |        |
|  |                   | USM Libreville | 1         |   |        |        |
|  | USM Libreville    | USM Libreville | 1         | 5 |        |        |
|  | USM Libreville    |                |           | 5 |        |        |
|  | CSB Libreville    | 2              |           |   |        |        |
|  | CSB Libreville    | 2              |           |   |        |        |

## Bilan de la saison
| Championnat du Gabon de football 1979                             |                       |
| Champion                                                          | Anges ABC (1er titre) |
| Coupes et trophées                                                |                       |
| Vainqueur de la Coupe du Gabon 1979                               | AS Stade Mandji       |
| Qualifications continentales                                      |                       |
| Coupe d'Afrique des clubs champions 1980                          | Anges ABC             |
| Coupe des Coupes 1980                                             | USM Libreville        |
| Promotions et relégations                                         |                       |
| Promus en Championnat National                                    | Aucun                 |
| Relégués en Championnat du Gabon de football de deuxième division | Aucun                 |